# Autorickshaw

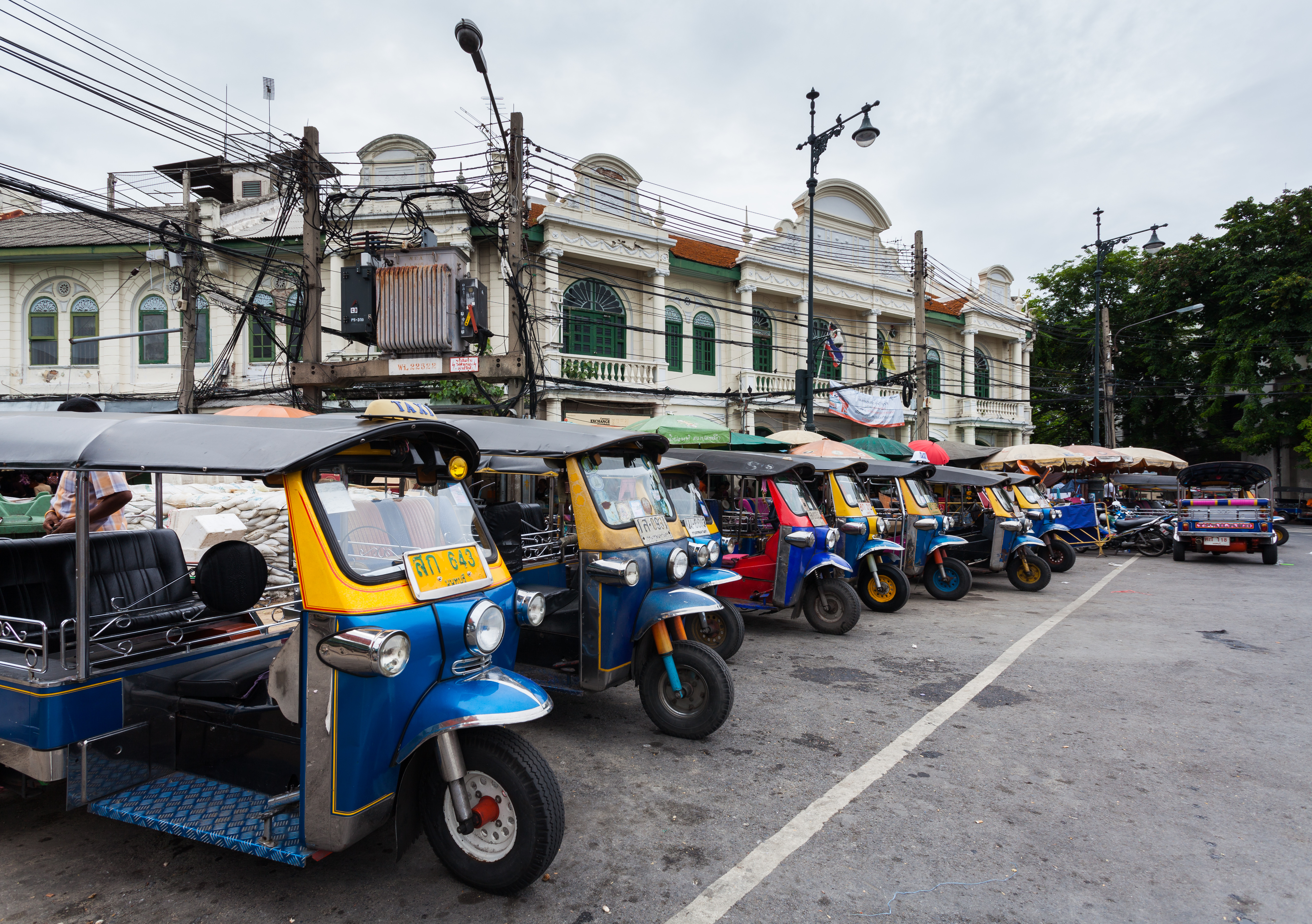
Tuk tuks front al carrer Maha Rat, Bangkok, Tailàndia.

Un autorickshaw (en llenguatge col·loquial també conegut com a auto ricksha, auto, tuk-tuk, tuctuc, mototaxi i una gran quantitat de variants regionals) és un vehicle tricicle motoritzat. És una versió motoritzada del tradicional rickshaw (petit carro de dues rodes tirat per una persona) i del velotaxi (vehicle de tres rodes impulsat a pedal).
D'ús estès en diferents regions d'Àsia, els tuk-tuk lentament van anar popularitzant-se a tot el món. S'usen sovint com a taxi i vehicle de repartiment de mercaderies, encara que en alguns llocs té una funció gairebé exclusivament turística. Existeix una variant anomenada motocarro (o tricicle motoritzat de transport lleuger), amb la part posterior condicionada com a vehicle de càrrega, encara que a Colòmbia anomenen motocarro els autorickshaw de transport públic.
Els primers models van sorgir en la dècada de 1960 combinant rickshaws i motocicletes, produïts al Japó i pocs anys més tard exportats a nombrosos països d'Àsia. Ràpidament, van aconseguir gran penetració i acceptació en països com Índia i Tailàndia. No obstant això, els motocarros de càrrega ja circulaven a Itàlia des de 1948, coneguts com a ape (fabricats per la marca Piaggio Ape) i eventualment utilitzats per al transport de passatgers.
Tenen diferents denominacions en diferents parts del món, i en alguns llocs se'ls sol anomenar amb el mateix nom de la marca que els comercialitza, com l'empresa índia Bajaj, l'extinta empresa alemanya Tempo (que construïa unitats de major grandària) o la marca Jinan Qingqi (d'on deriva el nom popular que se'ls dona al Pakistan, chingchi).
En el videojoc Burnout 3: Takedown d'EA Games se'ls observa a les ciutats de la regió "Orient".

## Distribució i variants
S'utilitza sota diferents denominacions a:

### Àsia

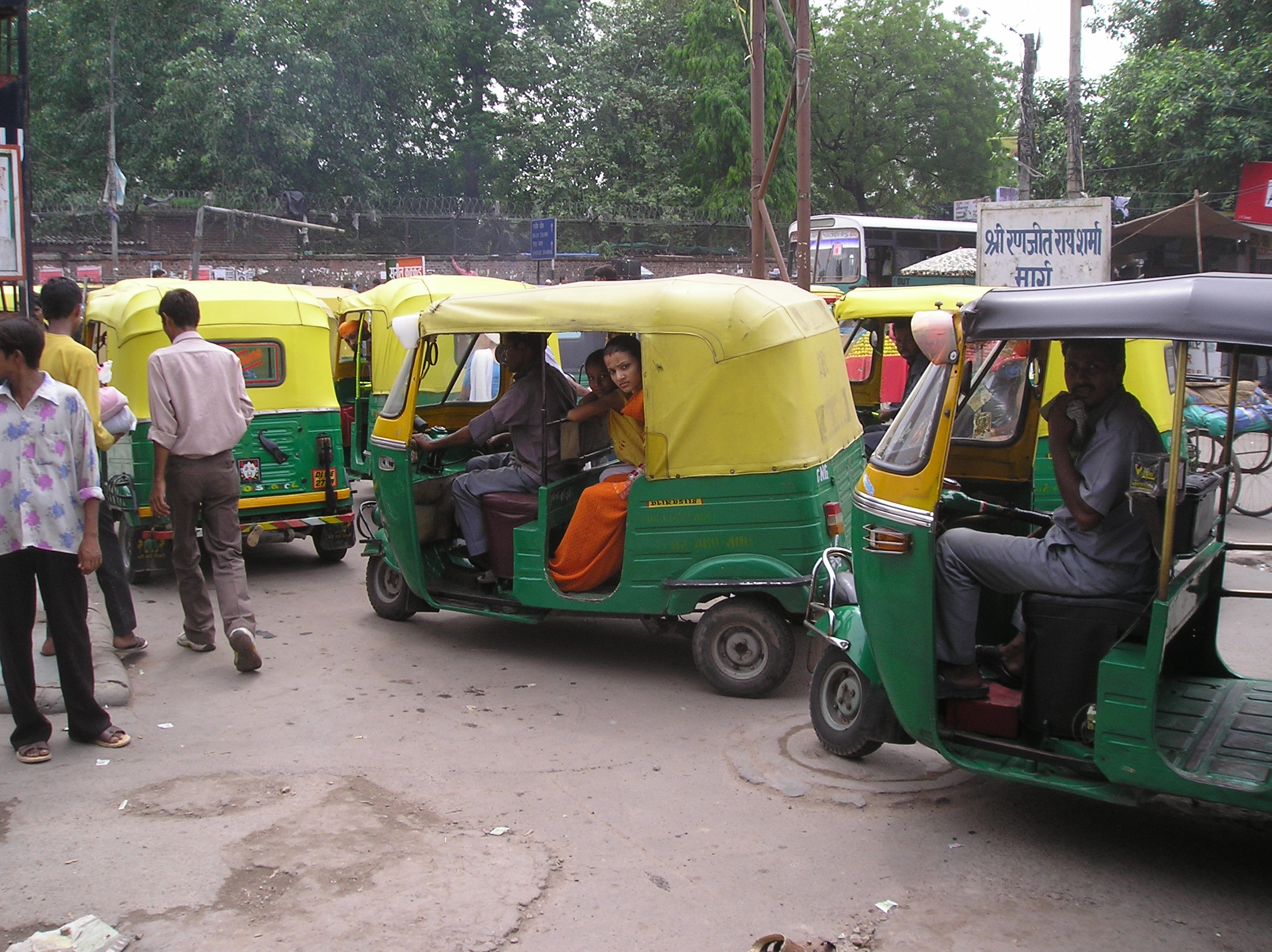
Un auto ricksha a Nova Delhi. És un dels mitjans de transport més populars a les ciutats de l'Índia.

Bangladesh: són anomenats baby taxi o CNG, pel combustible que usa. Si bé compten amb un taxímetre, hi ha conductors que estipulen la tarifa per endavant.
 Cambodja: denominat tuk-tuk (en khmer: ទុកទុក) rep per extensió el mateix nom la variant remorque, que consisteix en un carro de dues rodes arrossegat per una moto.
 Xina: al costat de les parades de tren i òmnibus de ciutats i grans poblacions solen congregar-s'hi auto rickshaws anomenats sānlún mótuōchē, encara que també és habitual el pedicab o sānlúnchē (en xinès: 三轮车), un tricicle sense motor utilitzat com a taxi.
 Filipines: anomenat en espanyol de les Filipines tricicleta (anglès: tricycle; tagal: traysikel; cebuà: traysikol). Hi ha més de tres milions de tricicles a gasolina, mentre el govern promou els models elèctrics, més sostenibles.
 Índia: són coneguts amb el nom de autorickshaw (hindi: ऑटो रिक्शा) i són molt populars en gairebé totes les ciutats. No estan permesos al centre de Bombai.
 Indonèsia: rep el nom de bajaj. També hi ha un model anomenat bentor o becak, que només es troba a la regió de Gorontalo, en el qual el conductor viatja darrere de la cabina dels passatgers o a un costat.
 Laos: solen ser més llargs, amb dos seients enfrontats (a la manera dels songthaew) i són anomenats tuk-tuk, jąmbǫh (jumbo), sakai‑làep (skylab) o simplement thaek-sii (taxi). Els denominats sǎam-lâaw (samlor) són una variant similar al sidecar.
 Nepal: els vells auto-rickshaw amb motors dièsel van ser prohibits pel govern l'any 2000, encara que van continuar utilitzant-se (en molt menor nombre) els models propulsats a bateria, anomenats safa tempo. Amb la prohibició es van retirar de circulació uns 600 vehicles dels carrers de Kàtmandu.
 Pakistan: denominats rickshaw, chand gari, taxi rickshaw o chingchi rickshaw (en referència als models de la companyia xinesa Jinan Qingqi Motorcycle), el govern intenta des de 2008 reemplaçar les antigues unitats amb motor a gasolina per models a GNC de quatre temps. En algunes ciutats ha crescut desmesuradament la quantitat de rickshaws, la majoria treballant de manera il·legal.
 Palestina: cap a finals de la primera dècada del segle xxi, a Gaza van reemplaçar mules i rucs amb tuk-tuk per al transport intern. Els tuk-tuk van entrar al país de contraban però ràpidament van ser adoptats com a mitjà de transport habitual.
 Sri Lanka: anomenat habitualment three-wheeler (tres rodes) o a vegades tuk-tuk. En 2013 hi havia uns 800.000 three-wheelers al país, dels quals 300.000 operaven a Colombo, encara que és habitual trobar-los en la majoria de les ciutats. Els nombres oficials revelen que més de la meitat dels accidents del transport públic són protagonitzats per three-wheelers. Les tarifes s'estipulen per endavant i no hi ha regulacions sobre aquest tema, encara que a Colombo es poden trobar els que utilitzen taxímetre.
 Tailàndia: denominats tuk-tuk (tailandès: รถตุ๊กตุ๊ก o รถสามล้อเครื่อง), són un dels mitjans de transport més habituals principalment en grans ciutats amb congestions de trànsit com Bangkok i Chiang Mai. Els primers tuk-tuk van arribar al país des del Japó a mitjan dècada de 1950, reemplaçant al samlor (สามล้อ en tailandès, literalment tres rodes, a tracció humana), i a principi de la dècada de 1960 van començar a produir-se a Tailàndia. La seva popularitat entre els turistes els va convertir en una de les icones nacionals. Hi ha uns 35.000 tuk-tuk en tot el territori tailandès.
 Vietnam: se'ls coneix localment com xe lam o lambretta (per la marca italiana Lambretta). Va ser un dels principals mitjans de transport públic al país fins a 1975. Més habituals que els models de doble seient són aquells que s'assemblen més al songthaew, de dues files de seients enfrontades que permeten situar còmodament fins a vuit passatgers.

### Amèrica

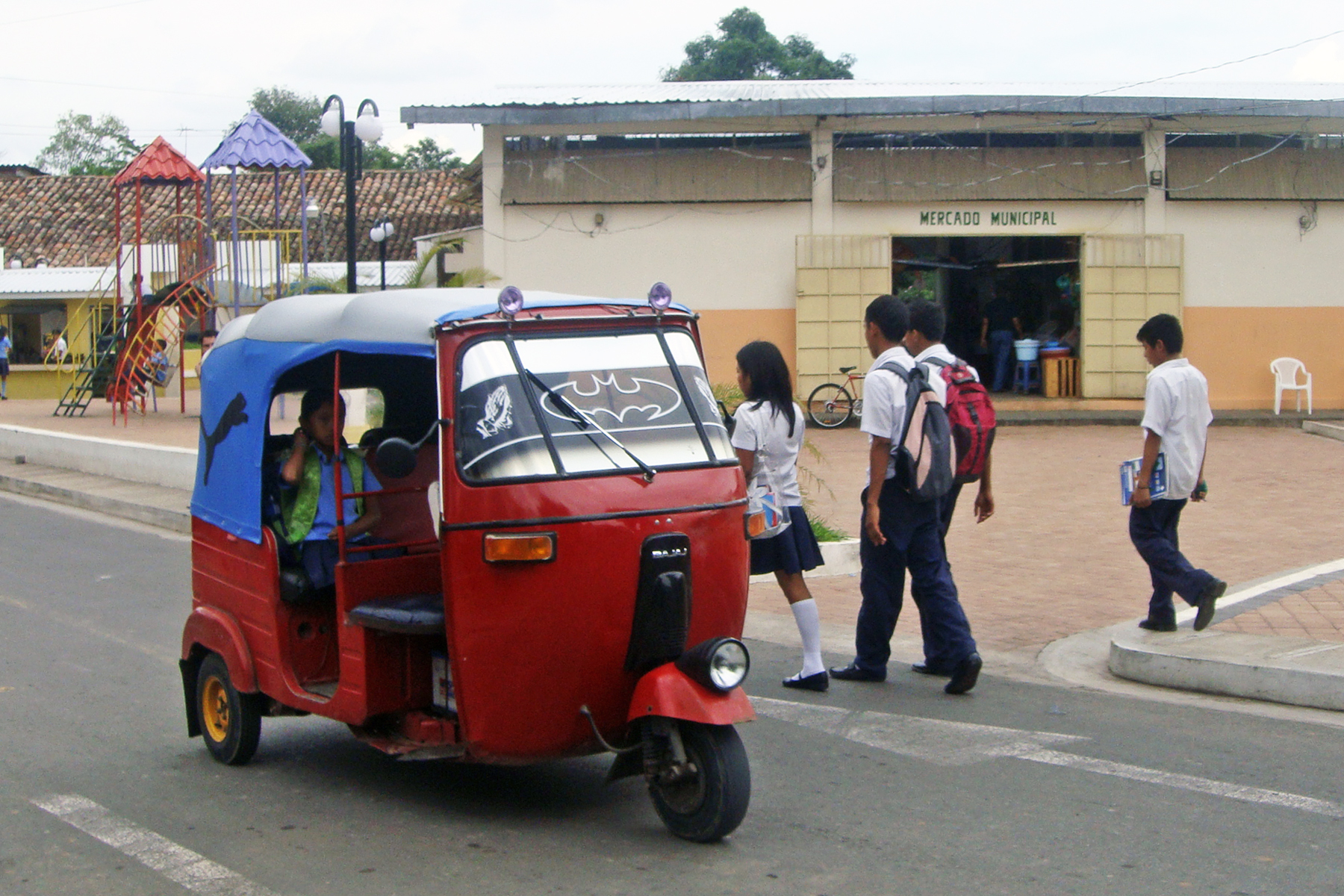
Mototaxi marca Bajaj a El Salvador.

Cuba: els anomenats cocotaxis comparteixen amb els auto rickshaw les tres rodes però amb una carrosseria arrodonida, d'on en deriva el nom. Va ser concebut per al turisme però adoptat pels mateixos cubans a l'Havana.
 Colòmbia: es coneixen com a motocarros. El seu ús es limita a la presència de tres marques: Piaggio (amb el seu model Ape), Muravei (que fins i tot va tenir ensambladora pròpia a Colòmbia) i Bajaj RE (que intenta col·locar Auteco amb el suport del govern, que va autoritzar el seu ús per a servei públic en ciutats de menys de 50.000 habitants).
 Equador: Es coneixen com a mototaxi o taximoto. En el cantó Puerto López s'utilitzen com a transport públic i turístic abastant la majoria del poble. Tenen un preu inicial de 25 centaus de dòlar americà per persona, apujant el preu segons la distància.
 El Salvador: Mototaxi o tuk-tuk, són usats gairebé exclusivament com una alternativa més econòmica als taxis tradicionals. Són molt poc habituals a San Salvador, la capital, sent més aviat comunes a l'interior del país i en els encreuaments fronterers. Circulen amb matrícules de motocicleta i el seu ús com a taxi no està regulat per la llei.
 Guatemala: tuk-tuk.
 Mèxic: En el sud-est mexicà són coneguts com a pochi-movil. Des d'inicis de la dècada de 1990, els bicitaxis van començar a donar serveis de transport, primer al centre històric i més endavant per tota la ciutat de Mèxic. Actualment, a Ciutat de Mèxic, hi ha més de 20.000 conductors de motos i bicitaxis que viuen en condicions laborals precàries, amb baixos ingressos (59,18 dòlars per setmana), llargues jornades laborals (11,3 hores) i sense cap protecció social. El 6,3% diu que pateix alguna malaltia, 49,5% tenen patiment osteomuscular i només 11,6% estan afiliats amb algun sistema de salut.
 Nicaragua: es coneixen com a mototaxi o caponera. Segons estimacions oficials, en 2010 hi havia 1.180 mototaxis a Managua i prop d'un miler que funcionaven de manera il·legal.
 Perú: s'utilitza una espècie de autorickshaw creada amb la part davantera i el motor d'una moto enganxats a un carretó de dues rodes. També existeixen models produïts comercialment, com els de l'empresa índia Bajaj.

### Europa

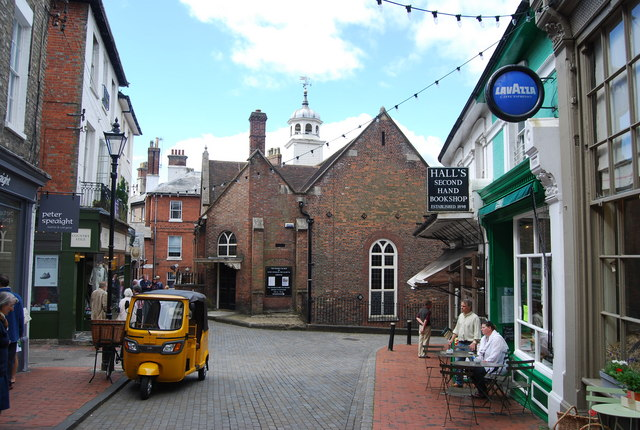
Un tuk-tuk estacionat a Tunbridge Wells, Anglaterra.

França: en 2011 van ser estrenats a París recorreguts amb tuk-tuk elèctrics, que visiten les príncipales atraccions turístiques. Alguns són gratuïts, finançats amb publicitat a la carrosseria.
 Regne Unit: els tuk-tuk es poden adquirir en el Regne Unit des de 2003 per a ús privat. En 2005 sindicats de taxistes es van manifestar en contra dels anuncis d'adquirir una flota per al transport públic de Londres. En 2006 un empresari va introduir vint unitats a Brighton per utilitzar-los com a transport públic, però a causa de les exigències de la legislació del país va abandonar l'empresa a principis de 2008.
 Itàlia: se'ls coneix com a ape (pel model Piaggio Ape) i són produïts des de 1948 per la marca italiana. Si bé va ser creat com a vehicle de càrrega, eventualment també se l'utilitza per al transport de passatgers.
 Portugal: des de la dècada de 2010 es van implementar recorreguts en moderns tuk tuk turístics en ciutats com Lisboa o Coïmbra.
 Espanya: els tuk-tuks van arribar a Espanya una mica després que a Portugal, on la seva introducció es va produir a ciutats amb un alt volum turístic. Els tuk-tuks es van adaptar ràpidament a les necessitats de mobilitat urbana, especialment en destinacions amb carrers estrets o zones de difícil accés per a vehicles més grans. A ciutats com València i Mallorca, els tuk-tuks s'han convertit en una opció atractiva per als turistes, oferint recorreguts guiats pels llocs més emblemàtics.

### Àfrica
Madagascar: en moltes ciutats són molt habituals els pousse-pousse (que podria traduir-se del francès com empeny-empeny, un rickshaw de dues rodes i sense motor), però també es poden veure alguns autorickshaw.

## Galeria

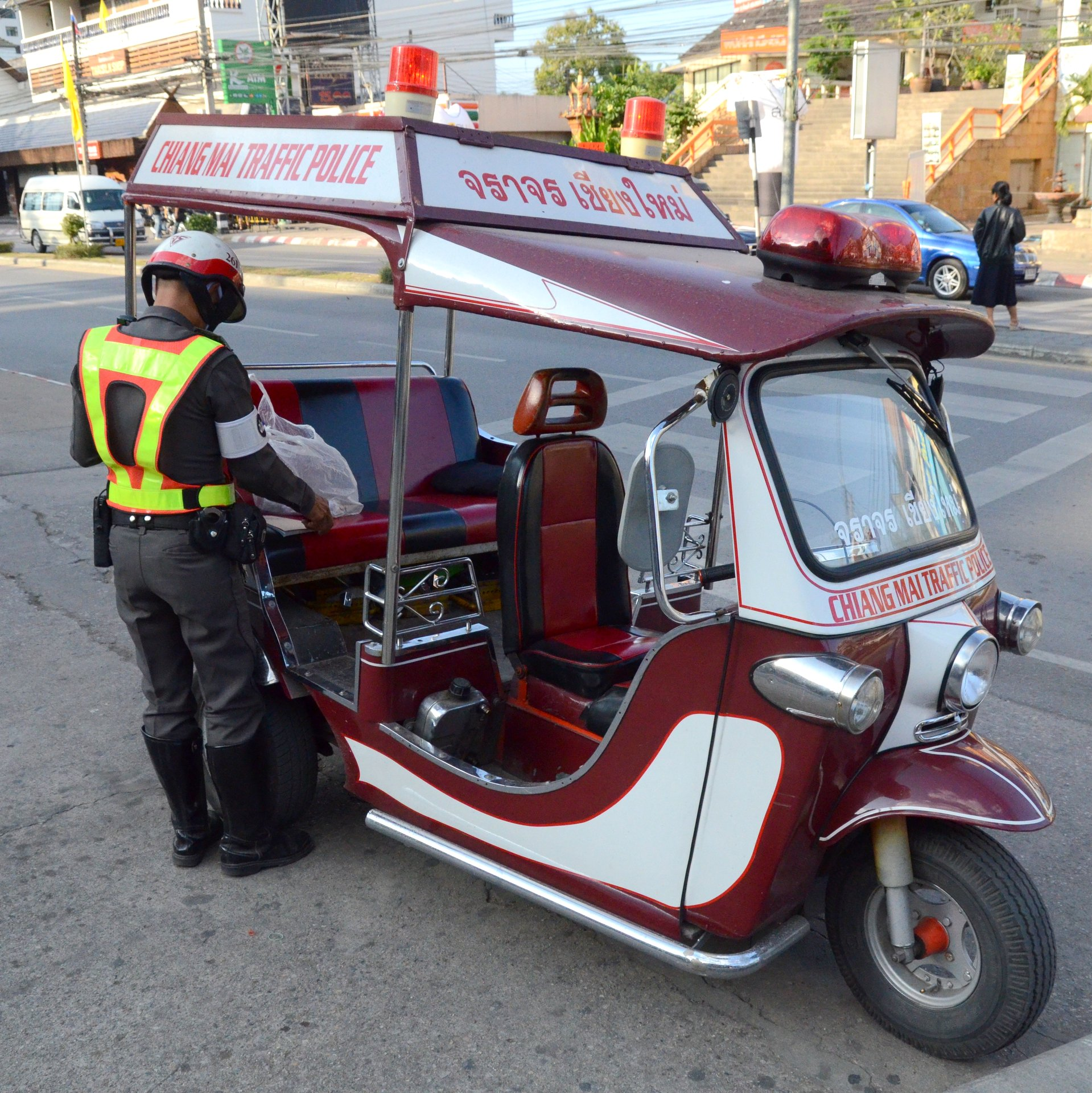
Un tuk-tuk de Chiang Mai, Tailàndia, per a ús policial.
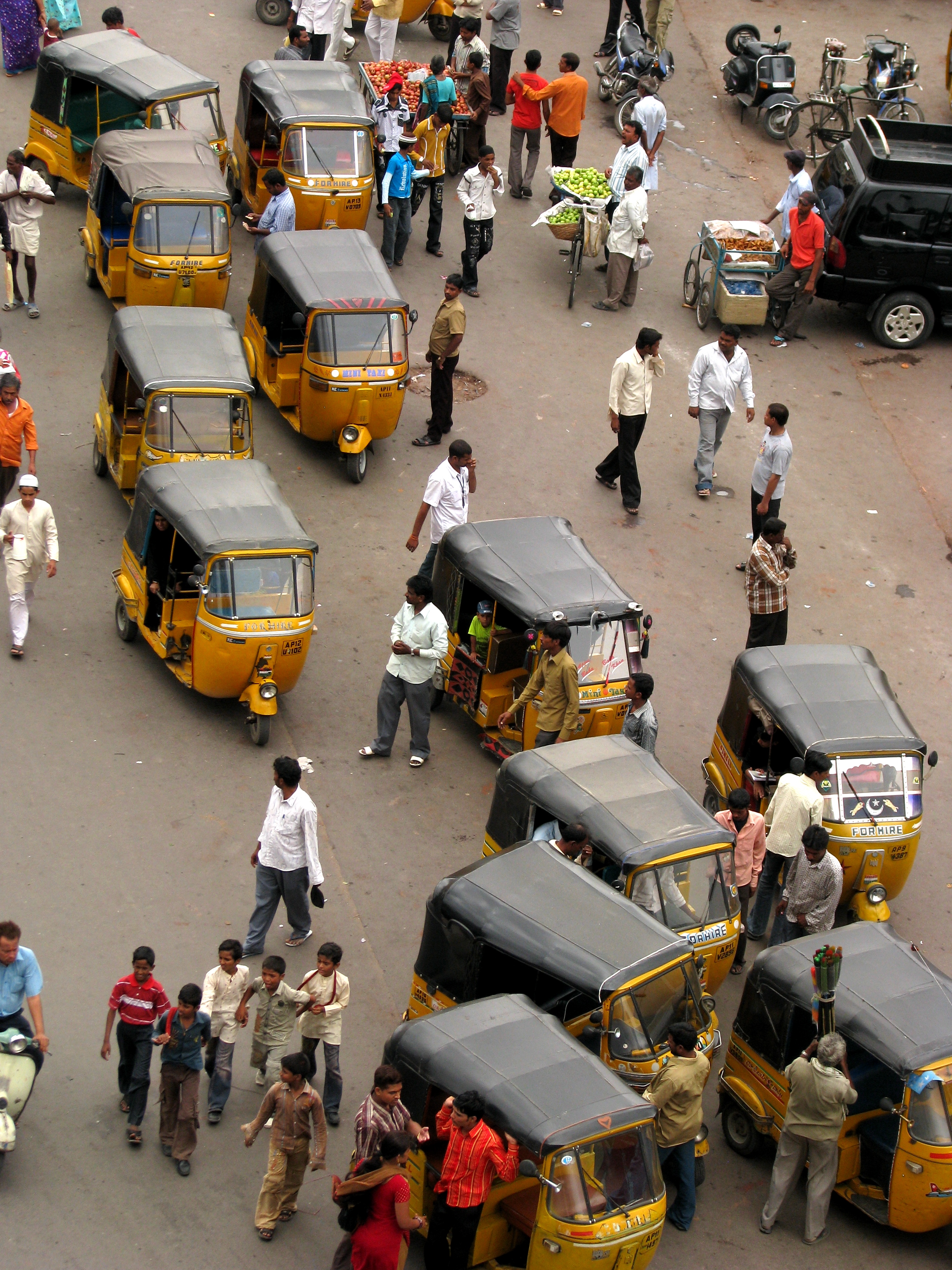
Autorickshaws als carrers de Hyderabad (Índia).
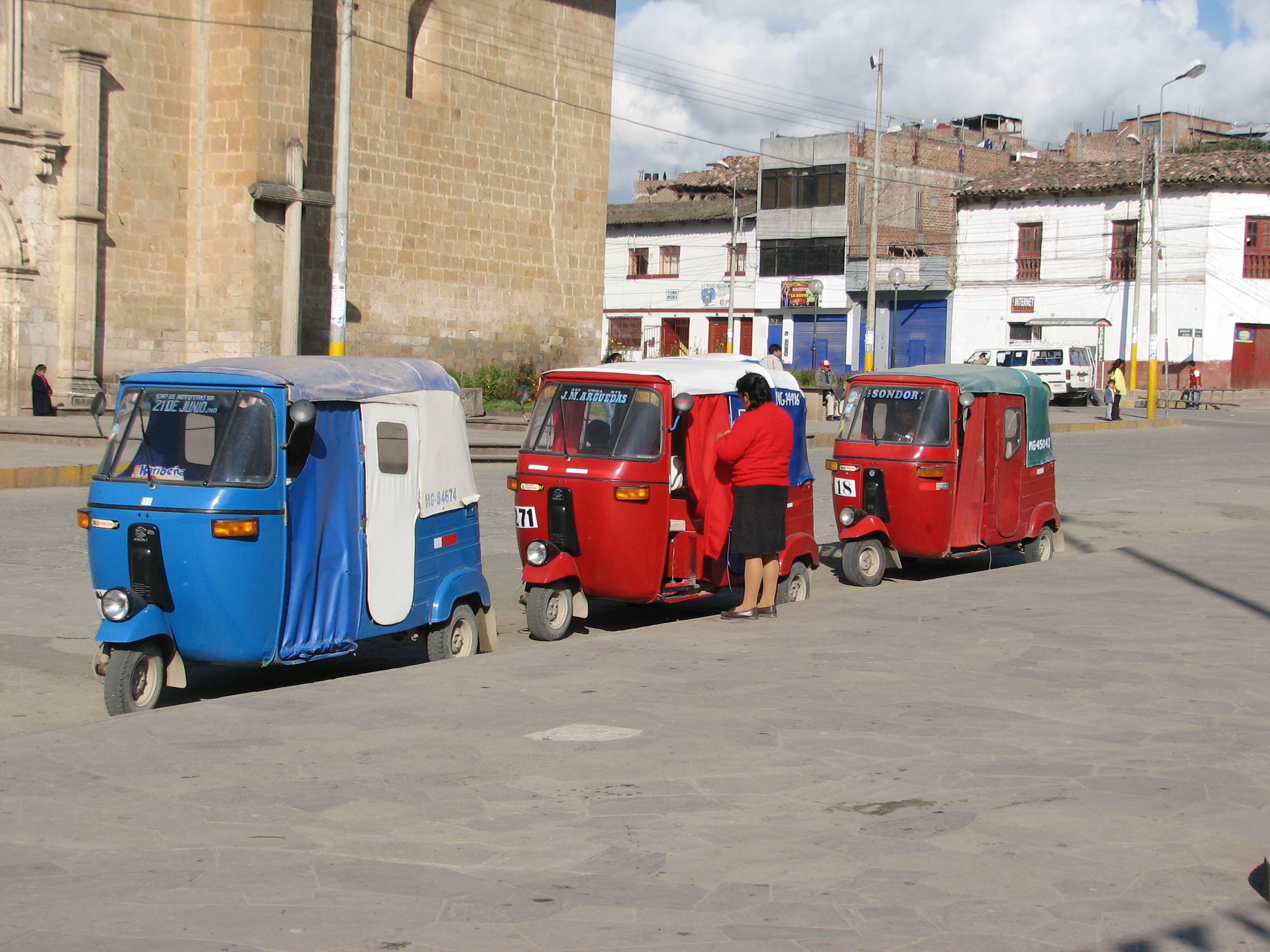
Mototaxi a Perú.
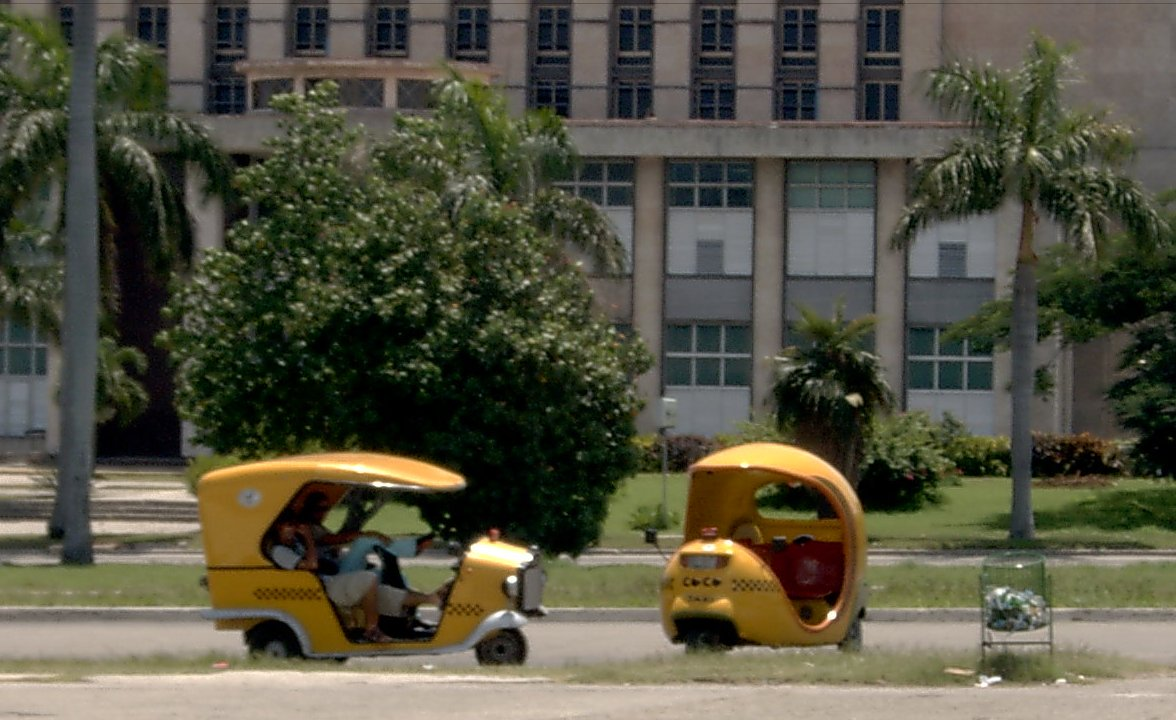
Cocotaxis a l'Havana, Cuba.
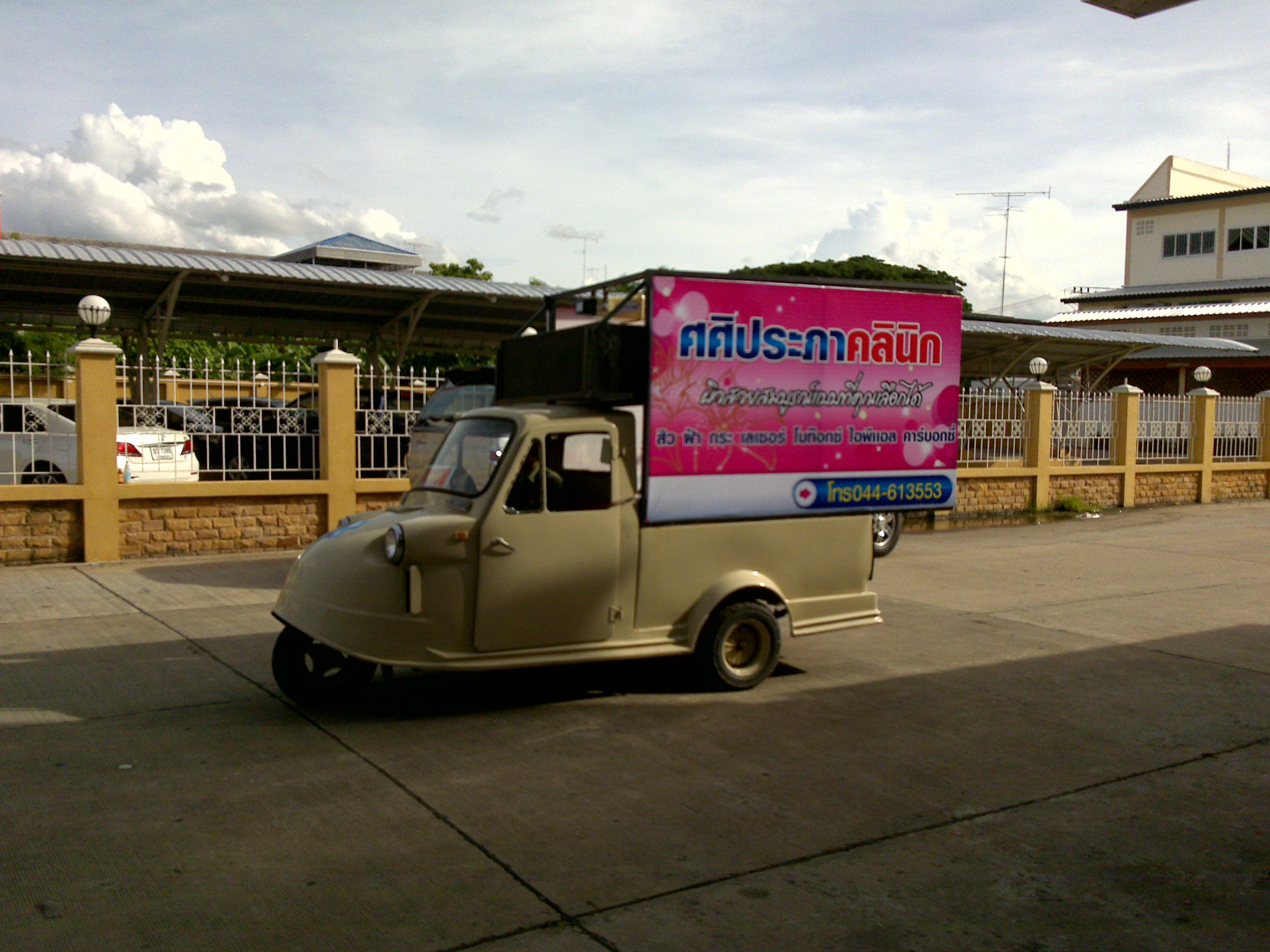
Estrany disseny de tuk-tuk a l'interior de Tailàndia.
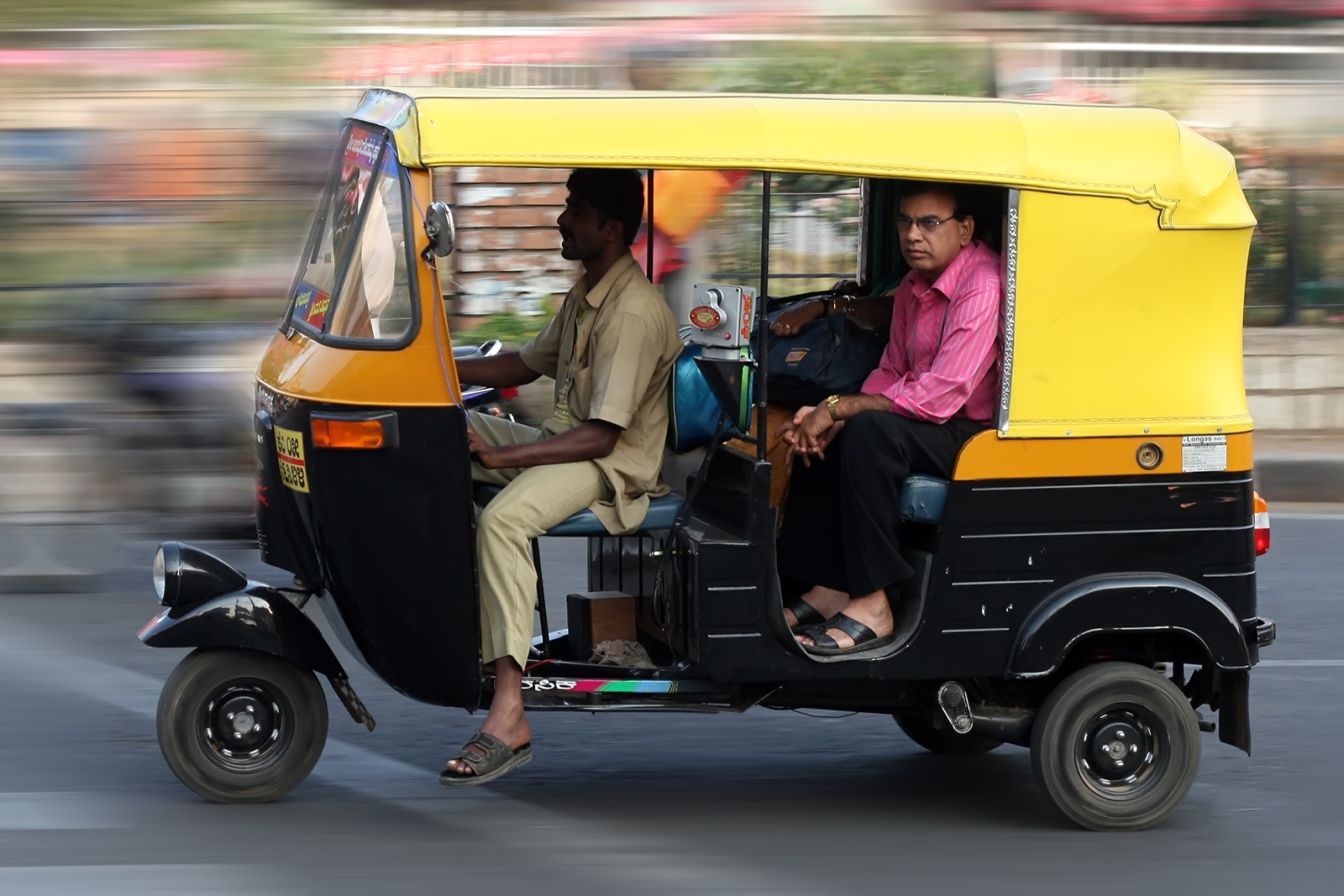
Autorickshaw a Bangalore, Índia.
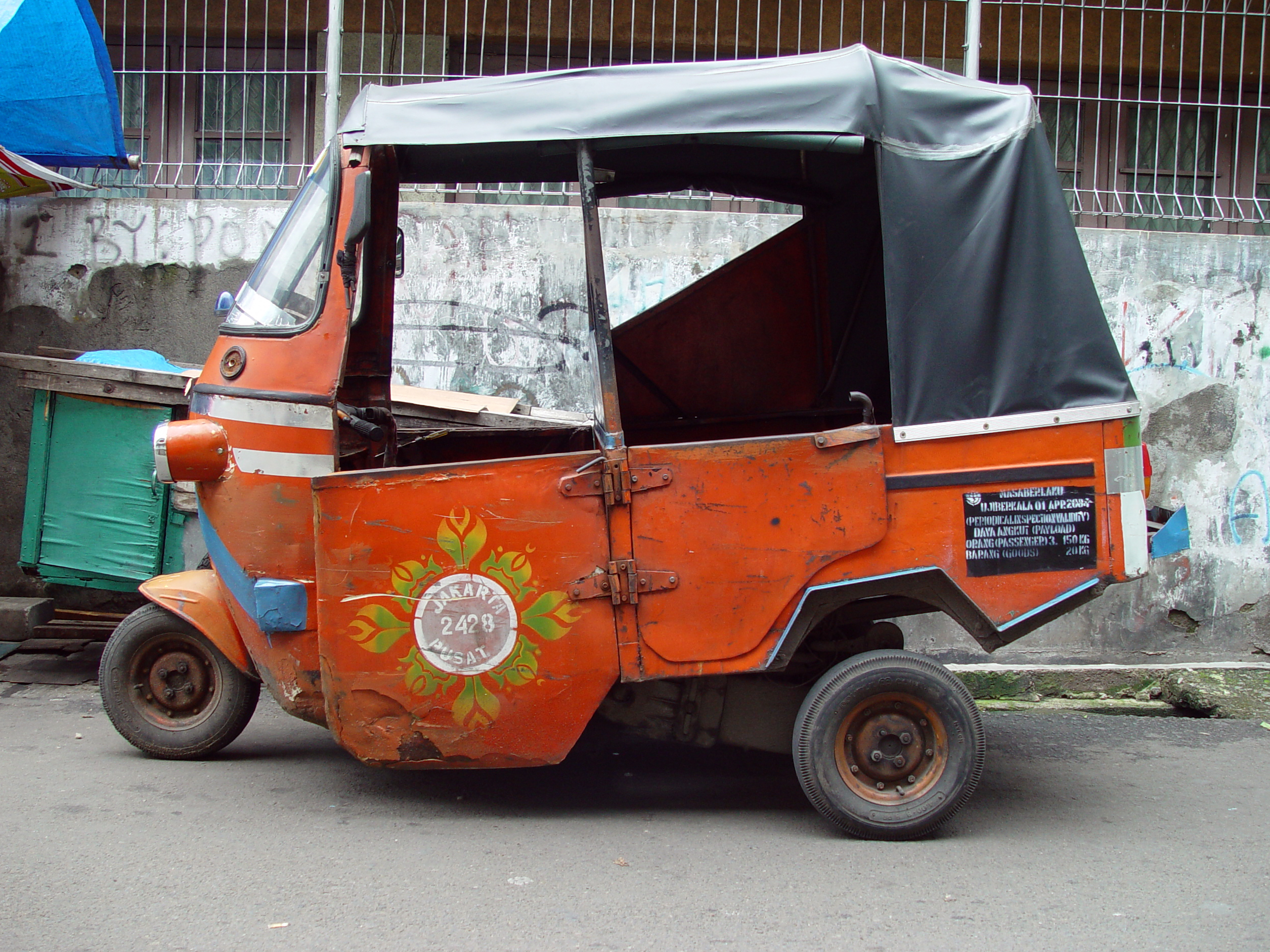
Bajaj a Jakarta, Indonèsia.
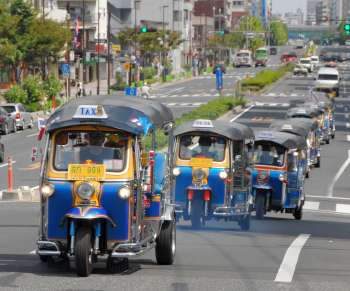
Fila de tuk-tuk a Tailàndia.
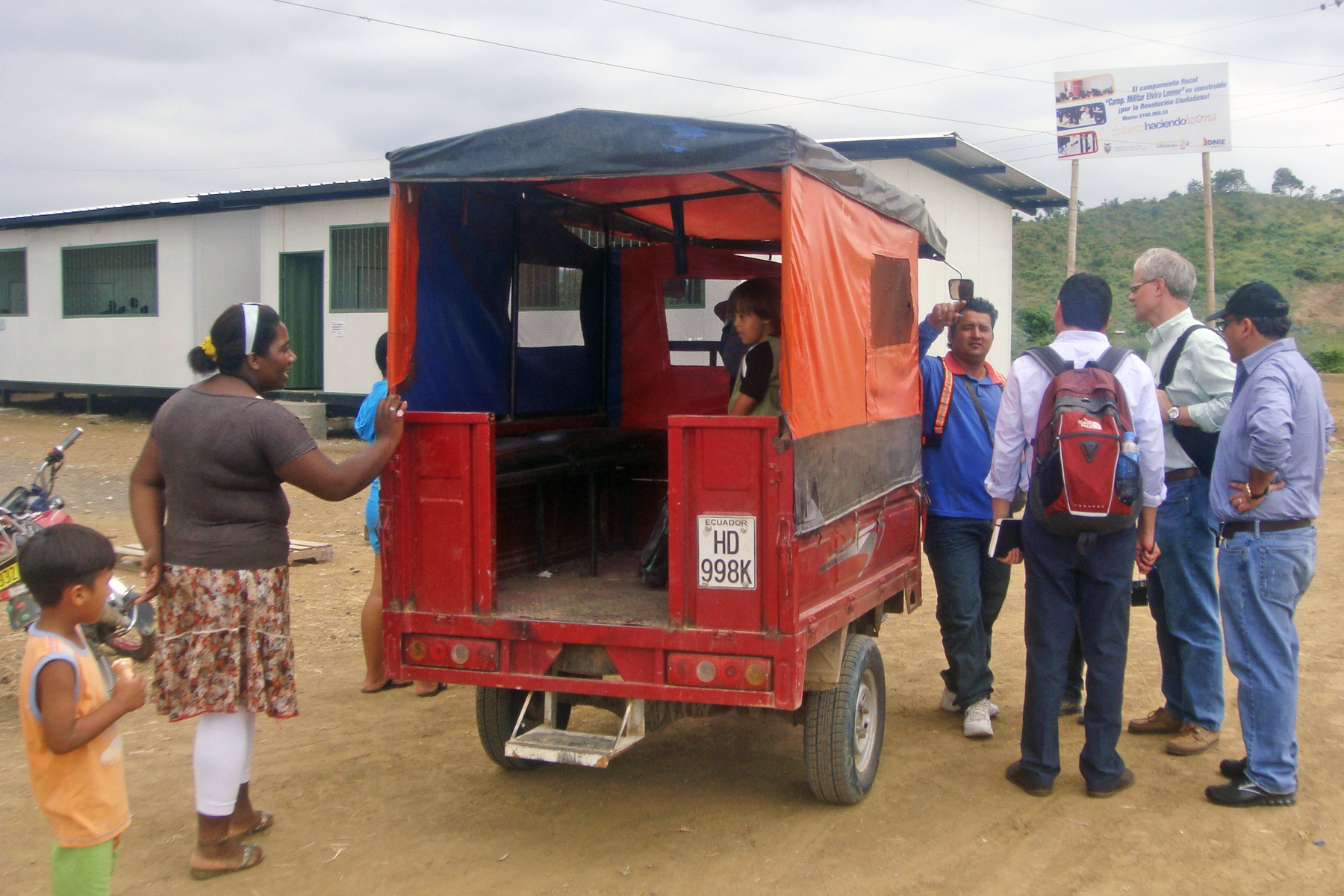
Mototaxi a Guayaquil, Equador.
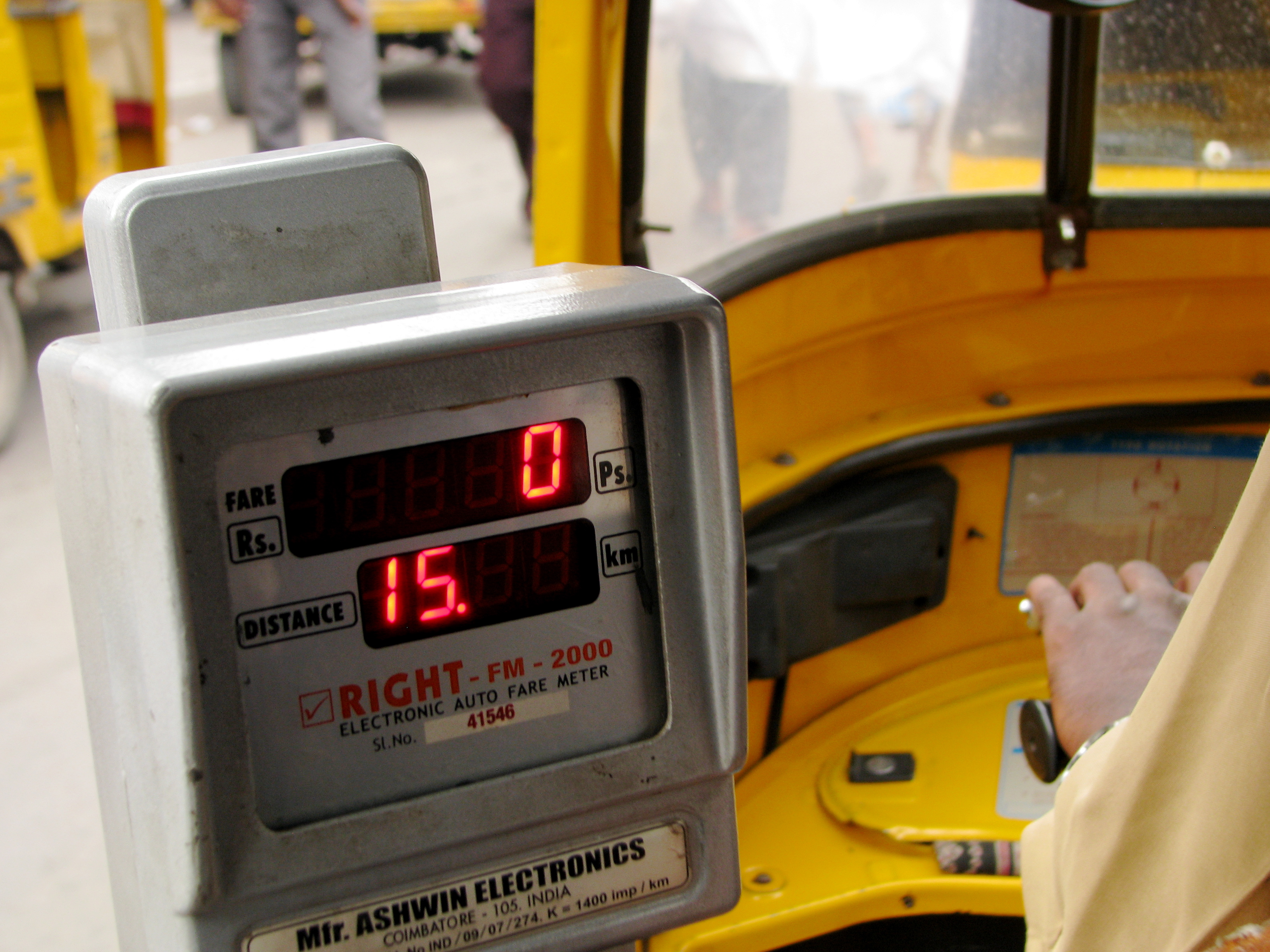
Detall del taxímetre d'un autorickshaw a Índia.
- Un viatge nocturn en tuk-tuk pels carrers de Bangkok.